# Natanael (football, 2002)
Pour le footballeur brésilien né en 1990, voir Natanael.
Natanael Moreira Milouski dit Natanael, né le 5 janvier 2002 à Braganey au Brésil, est un footballeur brésilien qui évolue au poste d'arrière droit à l'Atlético Mineiro.

## Biographie

### Coritiba FC
Natanael est formé par le Coritiba FC et est intégré à l'équipe première au début de l'année 2020. Il joue son premier match alors qu'il est âgé de 18 ans, face au Londrina EC, contre qui son équipe s'impose par trois buts à deux. Il fait ses débuts en championnat le 13 août 2020, lors de la deuxième journée de la saison 2020 face à l'EC Bahia. Il est titulaire lors de cette partie qui se solde par la défaite des siens (1-0). Il s'impose dans l'équipe première lors de cette saison 2020.
Il inscrit son premier but en professionnel le 21 janvier 2021 face à Fluminense, en championnat. Il est titulaire et les deux équipes se neutralisent ce jour-là (3-3).